# Terremoto del Chiapas del 2017
Il terremoto del Chiapas del 2017 è stato un sisma che ha colpito lo stato del Chiapas, in Messico, e in maniera minore il Guatemala. La scossa principale si è registrata giovedì 7 settembre 2017 alle ore 23:49:18 ora locale (UTC-5) con una magnitudo di 8.2 MW della scala Richter (8,1 Mww, secondo l'USGS).
L'epicentro è stato localizzato a una profondità di 69,7 km nel golfo di Tehuantepec, 137 chilometri a sudest di Pijijiapan, al largo delle coste dello Stato messicano del Chiapas e vicino al confine tra Guatemala e Messico; il sisma è stato nettamente percepito anche in Guatemala, El Salvador e Honduras. Al momento dell'evento, si è trattato del più forte sisma registrato in Messico dal terremoto di Jalisco-Colima del 1932.
Poco dopo la scossa principale, il Centro di allerta dei maremoti del Pacifico ha emesso un'allerta di rischio maremoto per Messico, Guatemala, El Salvador, Costa Rica, Nicaragua, Panama, Honduras e Ecuador; dopo 15 minuti si sono verificate onde alte fino a tre metri sulle coste del Chiapas.
Il presidente del Messico, Enrique Peña Nieto, ha subito attivato i protocolli di emergenza della Protezione Civile e del Comitato nazionale di emergenza. Fino alle ore 13:00 locali dell'8 di settembre si erano registrate oltre 770 scosse di assestamento, di cui la maggiore è stata di 6,1 gradi Richter.
A tutto il 24 settembre, negli stati messicani di Chiapas, Oaxaca e Tabasco erano stati registrati 98 morti a causa del sisma. Nel solo Chapas erano state segnalate 80 508 abitazioni danneggiate, di cui 22 340 con danni irreparabili.
Questo terremoto è stato il più forte a livello mondiale dal terremoto del Cile del 2015, che ha avuto una magnitudine di 8,4 (MW).
Il successivo 19 settembre si è verificato in Messico un nuovo terremoto, la cui scossa più forte è stata registrata alle 13:14 ora locale con una magnitudo di 7,1 gradi della Scala Richter con epicentro vicino a Puebla a 650 km dal precedente e a 172 km dalla capitale, che ha subito danni gravissimi. Malgrado l'intensità minore rispetto alla scossa registrata nel golfo di Tehuantepec, il terremoto di Puebla ha colpito una zona densamente popolata e, a tutto il 27 settembre, erano state recuperate 337 salme. Un ulteriore sisma del 23 settembre con epicentro in Oaxaca aveva causato al 27 settembre altri 4 morti.

## Antecedenti

### Falso allarme
Il giorno precedente al terremoto si attivarono gli allarmi del sistema di allerta sismica messicano (SASMEX) provocando alcune evacuazioni a Città di Messico, ma nelle ore successive fu riportato come un falso allarme.

### Sismicità del Chiapas e placche tettoniche
Con una media di 15 movimenti tellurici quotidiani (considerando solo i terremoti di magnitudine superiore a 2,0), il Messico presenta un'alta sismicità in generale. Per la situazione particolare del Chiapas, che si trova nella zona dove avviene un contatto convergente della placca di Cocos con la placca caraibica, la sismicità è una delle maggiori in Messico. Nel XX secolo si sono registrati almeno sette grandi terremoti con una magnitudine superiore a 7,0 gradi Richter.

### Configurazione tettonica
Il golfo di Tehuantepec si trova sopra il confine convergente dove la placca di Cocos si infila sotto alla placca nordamericana con un ritmo di 6,4 cm all'anno.

## L'allerta
I sensori del Sistema di allerta sismica messicano hanno rilevato il movimento tellurico alle ore 23:49:54 e hanno emesso un'allerta preventiva in diverse città, prima dell'arrivo delle onde sismiche a Oaxaca (13 secondi prima), a Puebla (63 secondi), Chilpancingo (66 secondi), Acapulco (70 secondi), Città del Messico (96 secondi), Colima (181 secondi) e Guadalajara (191 secondi). Il segnale di allerta preventiva è stato diffuso tramite gli altoparlanti pubblici installati dal Programma Città Sicura nella capitale messicana, oltre che dai mezzi di comunicazione.

### Chiapas
Sono state registrate vittime nei comuni di La Hormiga de San Cristóbal de las Casas, Pijijiapan, Villaflores, Jiquipilas e Tuxtla Gutiérrez. Oltre ai danni agli edifici, sono state interrotte tre grandi vie di comunicazione: la strada che collega Cintalapa con Tuxtla Gutiérrez e le autostrade Arriaga - Ocozocuautla e Tuxtla - San Cristóbal.

### Città del Messico
A Città di Messico si sono registrati danni nel quartiere di Colonia Doctores. Sono stati attivati numerosi punti di assistenza alla popolazione in diversi punti della città. Diverse persone e mezzi di comunicazione hanno riferito e fotografato a Città di Messico la presenza di luci telluriche durante il fenomeno.

## Sequenza delle scosse

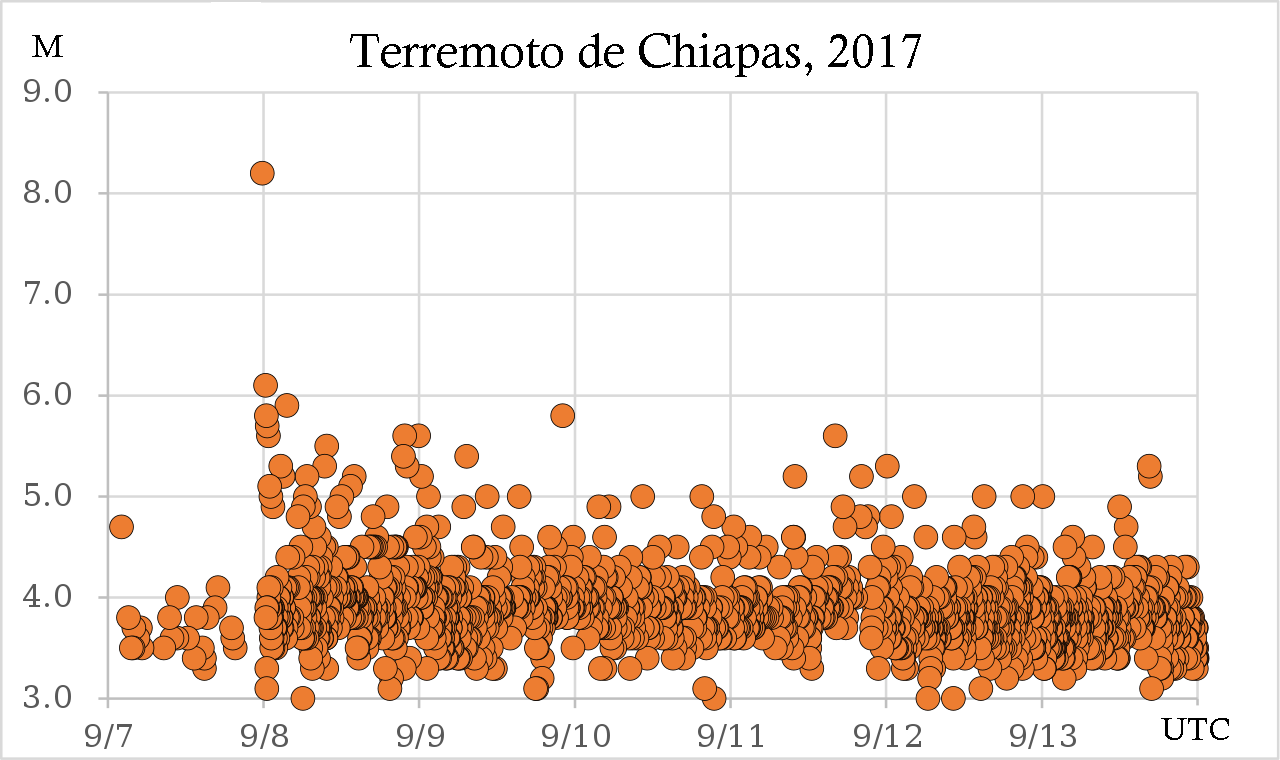
Magnitudini del terremoto del Chiapas del 2017 (a tutto il 13 settembre 2017)

| #          | Data e ora (UTC -5)        | Epicentro             | Epicentro                              | Profondità | Magnitudine Richter |
| #          | Data e ora (UTC -5)        | Coordinate            | Ubicazione                             |            | Magnitudine Richter |
| ---------- | -------------------------- | --------------------- | -------------------------------------- | ---------- | ------------------- |
| Principale | 7 settembre 2017. 23:37:18 | 14°51′N 94°51′W       | 133 km a sudest di Pijijiapan, Chiapas | 58 km      | 8,2                 |
| 1          | 8 settembre 2017. 00:17:42 | 15°37′12″N 94°51′00″W | 72 km a sudest di Salina Cruz, Oaxaca  | 32 km      | 6,1                 |
| 2          | 8 settembre 2017. 00:24:35 | 15°14′24″N 94°38′24″W | 121 km a sudest di Salina Cruz, Oaxaca | 13 km      | 5,8                 |
| 3          | 8 settembre 2017. 00:33:38 | 15°17′24″N 94°39′00″W | 114 km a sudest di Salina Cruz, Oaxaca | 29 km      | 5,7                 |
| 4          | 8 settembre 2017. 00:44:28 | 15°35′24″N 94°51′36″W | 75 km a sudest di Salina Cruz, Oaxaca  | 27 km      | 5,6                 |
| 5          | 8 settembre 2017. 00:57:00 | 15°05′24″N 94°31′12″W | 137 km a sudest di Tonalá, Chiapas     | 21 km      | 5,1                 |
| 6          | 8 settembre 2017. 01:08:47 | 15°27′00″N 94°46′48″W | 92 km a sudest di Salina Cruz, Oaxaca  | 10 km      | 5,0                 |
| 7          | 8 settembre 2017. 02:38:38 | 15°31′12″N 94°49′48″W | 83 km a sudest di Salina Cruz, Oaxaca  | 50 km      | 5,3                 |
| 8          | 8 settembre 2017. 02:59:57 | 15°34′48″N 94°54′36″W | 73 km a sudest di Salina Cruz, Oaxaca  | 50 km      | 5,2                 |
| 9          | 8 settembre 2017. 03:34:34 | 15°10′12″N 94°19′48″W | 130 km a sudest di Tonalá, Chiapas     | 16 km      | 5,9                 |
| 10         | 8 settembre 2017. 06:25:56 | 15°54′00″N 95°06′36″W | 32 km a sudest di Salina Cruz, Oaxaca  | 59 km      | 5,0                 |
| 11         | 8 settembre 2017. 06:43:07 | 15°49′48″N 95°02′24″W | 42 km a sudest di Salina Cruz, Oaxaca  | 59 km      | 5,2                 |
| 12         | 8 settembre 2017. 09:24:59 | 15°46′48″N 94°55′48″W | 94 km a sudest di Arriaga, Chiapas     | 16 km      | 5,3                 |
| 13         | 8 settembre 2017. 09:45:00 | 15°43′48″N 94°54′00″W | 60 km a sudest di Salina Cruz, Oaxaca  | 97 km      | 5,5                 |
| 14         | 8 settembre 2017. 12:02:55 | 15°46′12″N 94°56′24″W | 54 km a sudest di Salina Cruz, Oaxaca  | 71 km      | 5,0                 |
| 15         | 8 settembre 2017. 13:24:14 | 16°03′00″N 95°19′48″W | 20 km a sudest di Salina Cruz, Oaxaca  | 75 km      | 5,1                 |
| 16         | 8 settembre 2017. 13:57:23 | 16°10′12″N 95°14′24″W | 6 km a sudest di Salina Cruz, Oaxaca   | 65 km      | 5,2                 |